# Cėntral'ny raën
Il Cėntral'ny raën (distretto centrale, in bielorusso: Цэнтральны раён) o Central'nyj rajon (in russo Центральный район?) è uno dei raën in cui è suddivisa la capitale bielorussa di Minsk.